# Општина Добој Исток
Општина Добој Исток је општина у Федерацији Босне и Херцеговине, БиХ. Седиште општине је у насељу Клокотница.

## Географија
Налази се у Тузланском кантону и граничи се са општином Грачаница. Спада међу најмање општине у Босни и Херцеговини.

## Насељена мјеста
Настала је после Дејтонског споразума од дела предратне општине Добој. Састоји се из сеоских насеља: Станић Ријека, Лукавица Ријека, Клокотница, Велика Бријесница и Мала Бријесница. Подручје општине је смештено уз десну обалу реке Спрече и захвата јужне падине планине Требаве.